# Cupa României 2001-2002
Ediția 2001-2002 a fost a 64-a ediție a Cupei României la fotbal. A fost câștigată de Rapid București, care a învins-o în finală pe Dinamo București.

## Desfășurare
În șaisprezecimi au participat 32 de echipe, fază în care intrau și echipele din Divizia A. În faza optimior și a sferturilor meciurile s-au jucat pe teren neutru. Dacă după 90 de minute scorul era egal se jucau două reprize de prelungiri a câte 15 minute. Dacă după prelungiri scorul era tot egal, se aplica regula golului de aur.

## Șaisprezecimi
| Data              | Echipă gazdă          |   | Echipă oaspete     | Rezultat   |
| ----------------- | --------------------- | - | ------------------ | ---------- |
| 10 octombrie 2001 | Rapid II              | – | Dinamo             | 2:3        |
|                   | Gloria Buzău          | – | Argeș Pitești      | 0:2        |
|                   | CSM Câmpina           | – | FC Brașov          | 0:2        |
|                   | Aro Muscelul          | – | Ceahlăul           | 1:3        |
|                   | CFR Cluj              | – | Gloria Bistrița    | 0:1        |
|                   | Altay Constanța       | – | Sportul Studențesc | 0:3        |
|                   | Extensiv Craiova      | – | Național           | 1:0        |
|                   | Cimentul Fieni        | – | FCU Craiova        | 4:3 (pen.) |
|                   | CSM Moinești          | – | FCM Bacău          | 0:3        |
|                   | FC Bihor              | – | Oțelul             | 2:1        |
|                   | CSM Reșița            | – | Farul              | 1:0        |
|                   | FC’97 Sfântu Gheorghe | – | UMT Timișoara      | 5:6 (pen.) |
|                   | Foresta Fălticeni     | – | Astra Ploiești     | 0:2        |
|                   | ASA Tîrgu Mureș       | – | Steaua București   | 0:2        |
|                   | Poli Timișoara        | – | Rapid              | 1:3        |
|                   | Minaur Zlatna         | – | Petrolul           | 2:0        |

## Optimi
| Dată              | Oraș      | Gazdă            |   | Oaspete            | Rezultat |
| ----------------- | --------- | ---------------- | - | ------------------ | -------- |
| 31 octombrie 2001 | Bistrița  | FC Bihor         | – | FCM Bacău          | 2:1      |
|                   | București | Dinamo           | – | Sportul Studențesc | 6:0      |
|                   | Buzău     | Ceahlăul         | – | Cimentul Fieni     | 1:0      |
|                   | Craiova   | Steaua București | – | CSM Reșița         | 2:1      |
|                   | Făgăraș   | FC Brașov        | – | Minaur Zlatna      | 5:0      |
|                   | Fieni     | Rapid            | – | Argeș Pitești      | 2:0      |
|                   | Sibiu     | Extensiv Craiova | – | Gloria Bistrița    | 1:0      |
|                   | Târgu Jiu | Astra Ploiești   | – | UMT Timișoara      | 4:0      |

## Sferturi
| Dată           | Oraș    | Gazdă            |   | Oaspete          | Rezultat   |
| -------------- | ------- | ---------------- | - | ---------------- | ---------- |
| 3 aprilie 2002 | Brașov  | Astra Ploiești   | – | Ceahlăul         | 2:1 GA     |
|                | Buzău   | Dinamo           | – | FC Brașov        | 3:2 (pen.) |
|                | Mediaș  | Rapid            | – | FC Bihor         | 5:0        |
|                | Pitești | Steaua București | – | Extensiv Craiova | 4:3 (pen.) |

## Semifinale
Turul s-a jucat pe 24 aprilie 2002, iar returul pe 8 mai 2002.
| Gazdă            | Scor       | Oaspete | Tur | Retur |
| ---------------- | ---------- | ------- | --- | ----- |
| Astra Ploiești   | 2:2 (g.d.) | Rapid   | 2:2 | 0:0   |
| Steaua București | 1:4        | Dinamo  | 0:1 | 1:3   |

## Finala
| 5 iunie 2002 21:00 | Rapid                                   | 2 – 1 | Dinamo                | Stadionul Național, București Spectatori: 40.000 Arbitru: Cristian Balaj (Baia Mare) |
| 5 iunie 2002 21:00 | 74' Marius Măldărășanu 85' Daniel Pancu |       | Ionel Dănciulescu 93' | Stadionul Național, București Spectatori: 40.000 Arbitru: Cristian Balaj (Baia Mare) |

| RAPID BUCUREȘTI: |                    |     |
|                  |                    |     |
| P                | Bogdan Stelea      |     |
| F                | Adrian Iencsi      | (c) |
| F                | Vasile Maftei      | 84' |
| F                | Nicolae Stanciu    |     |
| F                | Ioan Ovidiu Sabău  |     |
| F                | Florin Șoavă       |     |
| M                | Marius Măldărășanu |     |
| M                | Robert Ilyeș       |     |
| M                | Răzvan Raț         |     |
| A                | Daniel Pancu       | 87' |
| A                | Florin Bratu       | 68' |
| Înlocuiri:       |                    |     |
| A                | Dennis Șerban      | 68' |
| F                | Ionuț Voicu        | 72' |
| A                | Marius Șumudică    | 87' |
| Antrenor:        |                    |     |
| Mircea Rednic    |                    |     |

| DINAMO BUCUREȘTI: |                   |     |
|                   |                   |     |
| P                 | Bogdan Lobonț     |     |
| F                 | Giani Kiriță      | (c) |
| F                 | Bogdan Onuț       |     |
| F                 | Sorin Iodi        |     |
| M                 | Mugur Bolohan     |     |
| M                 | Florin Pârvu      |     |
| M                 | Ovidiu Stângă     | 55' |
| M                 | Vlad Munteanu     | 65' |
| M                 | Iosif Tâlvan      | 87' |
| A                 | Claudiu Niculescu |     |
| A                 | Claudiu Drăgan    |     |
| Înlocuiri:        |                   |     |
| M                 | Florentin Petre   | 55' |
| A                 | Ionel Dănciulescu | 65' |
| M                 | Constantin Ilie   | 87' |
| Antrenor:         |                   |     |
| Cornel Dinu       |                   |     |